# Carex flexirostris
Carex flexirostris är en halvgräsart som beskrevs av Anton Albert Reznicek. Carex flexirostris ingår i släktet starrar, och familjen halvgräs. Inga underarter finns listade i Catalogue of Life.